# ICカード

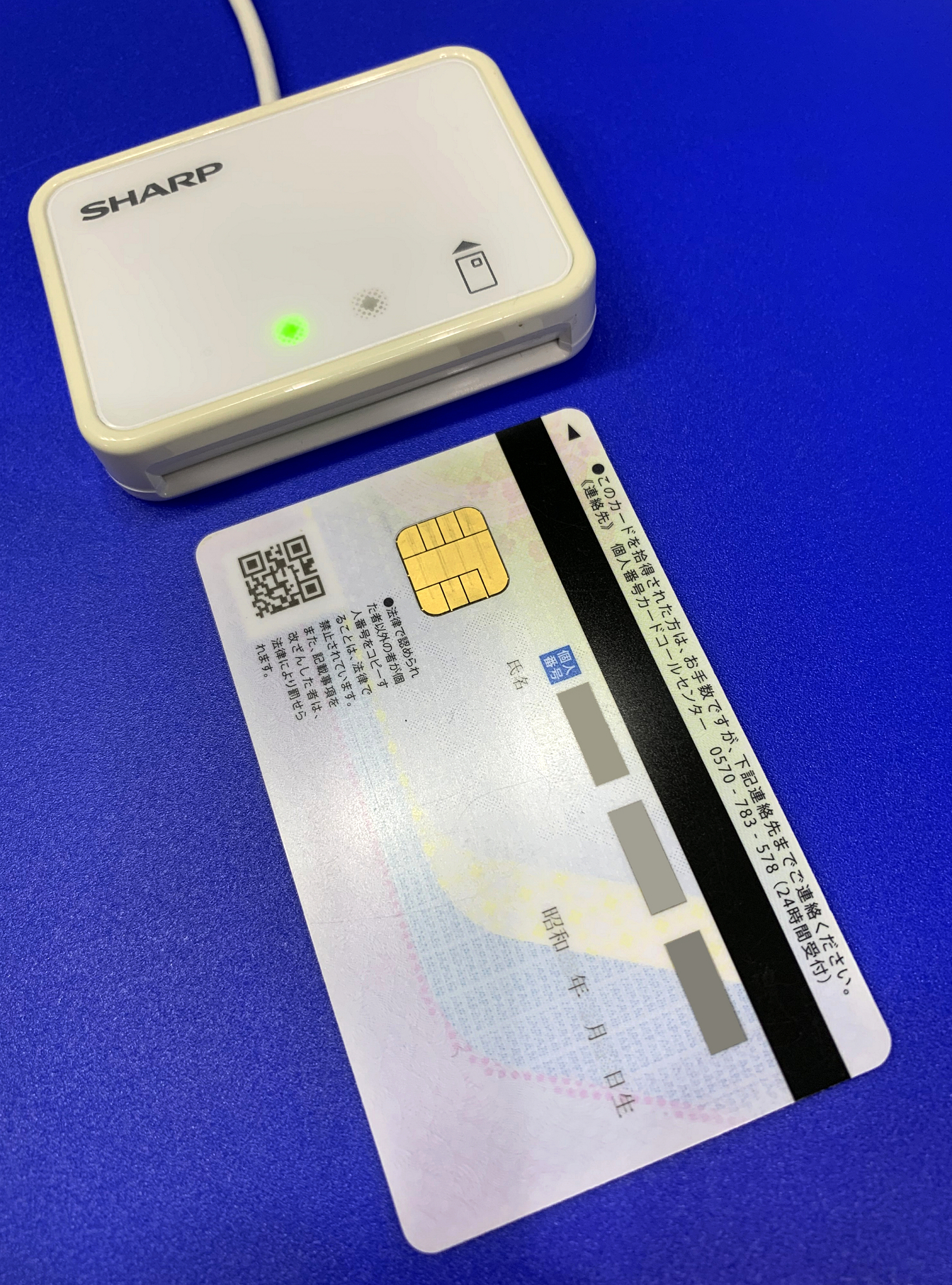
「接触型ICカードリーダ/ライタ」と「マイナンバーカード（個人番号カード）」

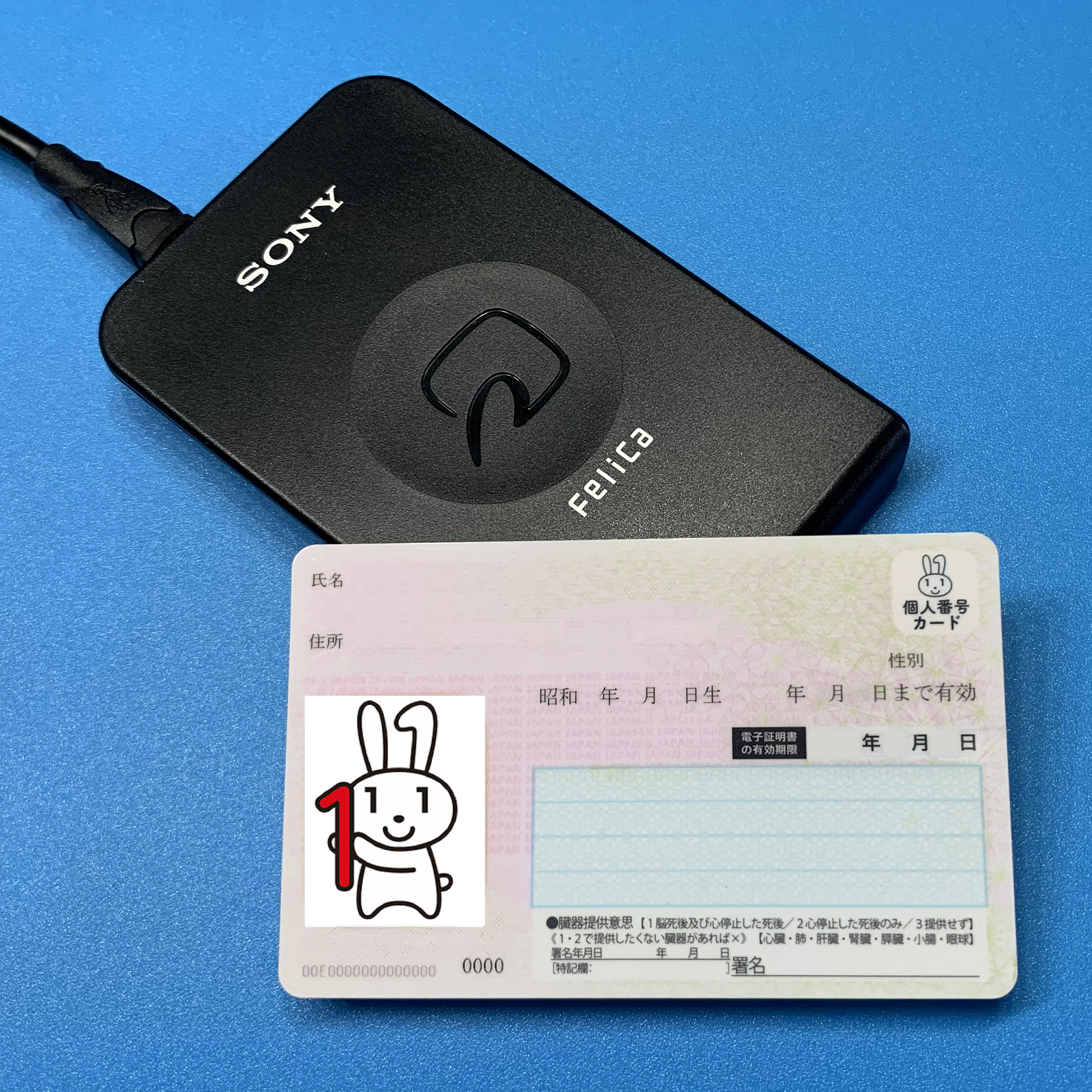
「非接触型 ICカード リーダ/ライタ」と「マイナンバーカード」

ICカード（アイシーカード、英: integrated circuit card; ICC）とは、情報（データ）の記録や演算をするために集積回路 (IC) を組み込んだカードのことである。国際的にはスマートカード (smart card) やチップカード (chip card) とも呼ばれ、日本では、特に演算処理機能を持つものをスマートカードと呼ぶ。
カード内にRAMやROM、EEPROMといった半導体メモリを組み込むことにより、情報量が従来の磁気ストライプカードと比べて数十倍から数千倍になる。さらに、CPUやコプロセッサなどを内蔵することで、カード内部で情報処理が可能になるという特徴がある。これを応用して、Intelが専用のドックに専用のICカードを挿入し、パーソナルコンピュータとして利用できるインテル Compute Cardを開発した。情報処理や記憶は全てカード上で行う。
接点をもつ接触型ICカードと、接点をもたず電波を受けて動作する非接触型ICカードがある。
また、接触型かつ非接触型の2つの機能をもつコンボとなっているコンボICカードも多く使われている。

## 歴史
ICカードの普及以前は、1960年にIBMによって発明された磁気ストライプカードが使われていた。
ICカードは、ドイツでは1968年にヘルムート・グレトルップ（Helmut Gröttrup）とユルゲン・デトロフ（Jürgen Dethloff）が共同で、日本では1970年に有村國孝が、フランスでは1974年にローラン・モレノ (Roland Moreno) が、それぞれ発明している。グレトルップは1968年に特許を申請したが、認められたのは1982年になった。
ICカードをその機能により分類すると、次の4つに分けられる。
- メモリーカード（メモリのみ、ヒューズメモリなど） : 使い捨てプリペイドカードなどに利用
- ロジック付きカード（アクセス制御機能などを備えたもの）
- CPU搭載カード
- その他（専用コプロセッサなど）

CPUを搭載して単体で演算能力を持つICカードは1970年代後半に登場した。製品としてはブルとモトローラが共同で、1973年から1979年に掛けてメモリカードやマイコンカード（EEPROM内蔵CPU、CPU搭載EEPROM、1チップ化したもの）を開発した。これがICカードの始まりとなった。ブルのICカード部門会社のブルCP8は日本国内において大日本印刷と合弁でSPOM JAPANを設立した。マイコンカードの基本技術はCP8技術、或いはSPOM (Self Programmable One-chip Microcomputer) 特許として知られ、世界中のカードメーカーにライセンスされた。その後、現在のSTMicroelectronics NVが1982年にセキュア・メモリICを開発した。
日本では1981年に大日本印刷が研究を開始し、1983年に大日本印刷や凸版印刷がICチップインカードを、東芝が1984年にICカードを、日立製作所（現在のルネサス エレクトロニクス）が1985年にICカードマイコン (HD65901) をそれぞれ開発した。ソニーも1988年から非接触ICカードの研究開発に着手していた。
初期のCPUは4bit - 8bitCPUであったが、その後16bit - 32bitCPUが搭載された。8051、8052、6805、Z80、H8、AE-4、AVR、ARM、MIPSなどの既存アーキテクチャを使うものだけでなく、独自の非公開アーキテクチャを採用するものもある。
メモリサイズは当初256bit - 8kByteであったが、徐々に大きくなり、2003年頃には32kByte - 512kByte、1MByteになっている。
不揮発性メモリとしては、EEPROMの他にフラッシュメモリやFeRAM (FRAM) を搭載したカードがある。当初、EEPROMの書き換えにはIC駆動に用いるVccとは別に専用の電圧を必要としていたが、その後Vccだけで動作できる様に改良された。
RSA用コプロセッサ搭載カードは1990年代前半に登場した。DES/トリプルDESはソフトウェアで実装される場合と、専用回路で実現する場合がある。
当初のICカードはプログラムをROMに格納していたが、1990年代後半にはプログラムを不揮発性メモリにダウンロードできる仕組みを持つプラットフォーム型ICカードと呼ばれるMULTOSカードやJavaカードが開発された。MULTOSカードはMasterCard、大日本印刷、日立製作所が開発し、プラットフォーム型ICカードの先駆けとなった。MULTOSカードは、MELという専用のアセンブラライクな言語でプログラムを記述する。1999年にはクレジットカードとして大規模に発行開始し、世界初のプラットフォーム型ICカードの実用化となった。Javaカードはカード内にJava VMを内蔵し、Javaで記述されたプログラムを実行する事ができる。Javaの実行環境を含めたJavaカードなどでは、暗号化や電子署名の技術を使う事ができるものもある。
カードOS（通信制御・ファイル管理など）にITRONを採用しているカードもある。また、TRONプロジェクトが提唱している電子身分証のeTRONカードもICカードの一種である。
ICカードはプラスチックを使っているが、凸版印刷はリサイクル可能な紙を材料としたものを開発し、2009年4月から販売を開始した。併せて回収と再生までのリサイクルの体制の確立も行う。

## 形式
ICカードはその目的に合わせて様々な機能を有し、それらは様々な形式で実装される。以下はその一例である。
- 電源[4]
  - 接触型: 接点端子を介した電流による給電[5]
  - 非接触型: アンテナコイルを介した電磁誘導による給電[6]
- 通信
  - 接触型: 接点端子を介した電流による通信[5]
  - 非接触型: アンテナコイルを介した電波による通信[6]

電源と通信は同じ形式でおこなう場合が多く、これら2機能に基づいて「接触型ICカード」「非接触型ICカード」の2形式にしばしば分類される。

## 標準

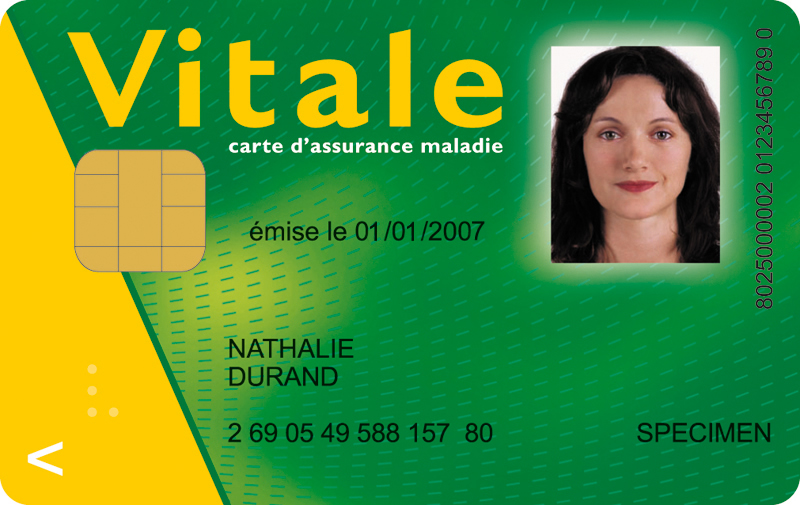
フランスの保険証 (Carte Vitale)

ICカードは各形式ごとにそれぞれ幾つかの方式が標準化・規格化されている。

### 接触型
接触型ICカードは、読み取り機に挿入した際に表面の金メッキの端子部分から外部電源が供給される仕組みになっている。物理的な仕様からコマンドなどの論理面までの必要最小限の部分が国際規格 ISO/IEC 7816（Part 1 - 15 がある）で標準化されている。国際規格でのICカード関連の規格は、カードの規格 (ISO) を参照。
ISO/IEC 7816では最小部分しか規格化されていないので、業界やサービスに特化した仕様が作成されている。
金融向けに、EMV仕様と呼ばれるユーロペイ、MasterCard、Visaによるデビットカードとクレジットカードの標準仕様がある。
GSM、3GPPでUIMカード仕様がある。
複数のアプリケーションが搭載可能なカードやプラットフォームの仕様として、Javaカード仕様やMULTOS仕様がある。Javaカードには、VisaによるVisa Open Platform仕様がある（現在Global Platform）。
日本では、ISO/IEC 7816を元にした日本産業規格 JIS X 6300 がある。
業界標準仕様には、JICSAP仕様や全銀協ICキャッシュカード標準仕様などがある。
限定受信システム （B-CAS）用のICカード仕様は、ARIB STD-B25（デジタル放送に於けるアクセス制御方式）の第1部第4章で記述されている。
建設ICカードの標準として、日本建設機械化協会規格がある（JCMAS G 001-1 建設業務用ICカード―カード―第1部：物理特性 1997、JCMAS G 001-2 建設業務用ICカード―カード―第2部：機能仕様）。

業界標準は、ISO準拠だけではカード間の相互運用ができない場合があるという実装上の課題を解決するために生まれ、初期にはS型実装仕様などがあった。業界標準を規格化するために、JICSAP仕様を基にして、JIS・ISOの原案が作成されている。

### 非接触型

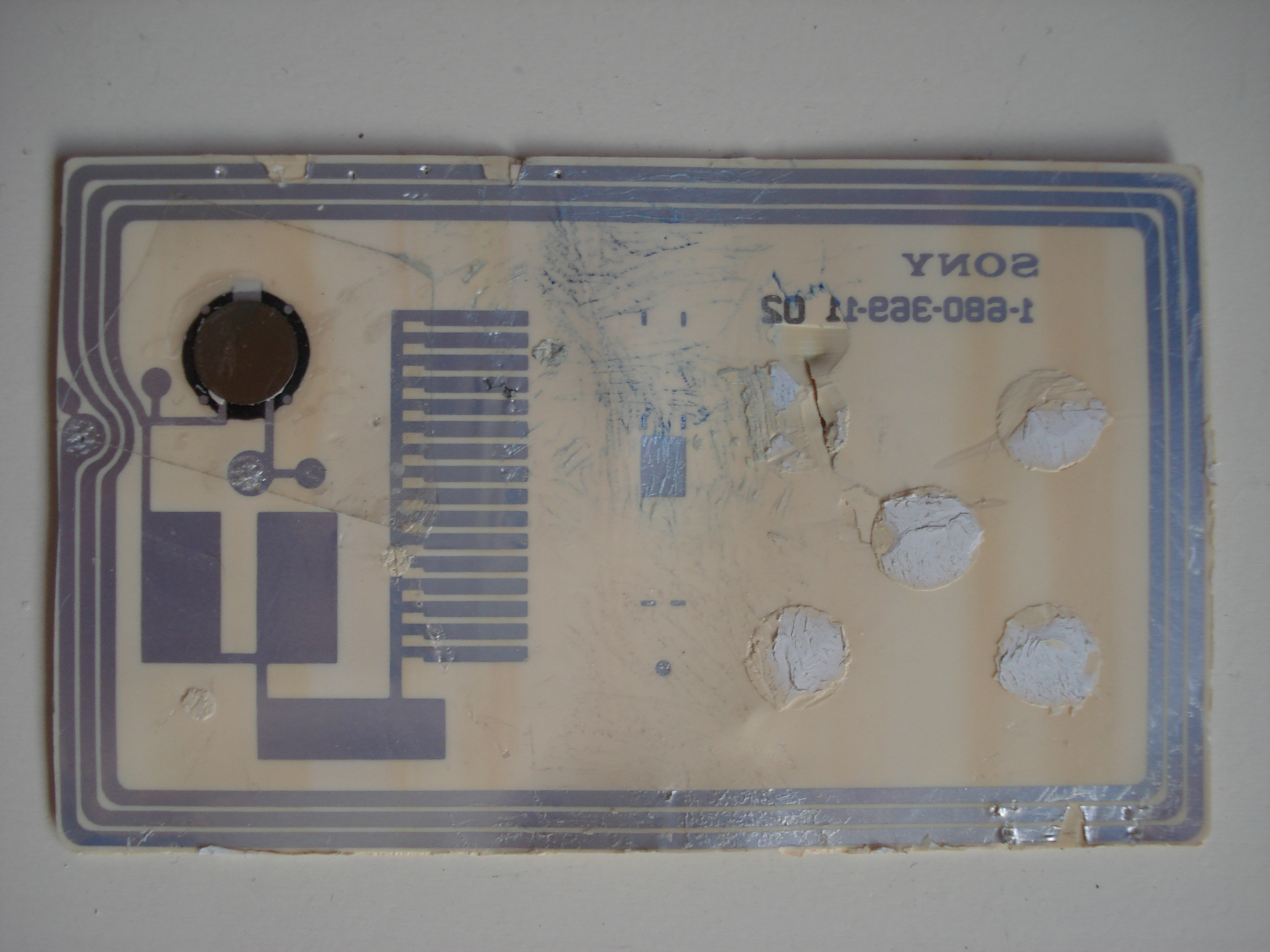
FeliCa RC-S860の内部回路

非接触型ICカードは、読取り機の磁界を通過する電磁誘導の起電力を利用している。国際規格ISO/IEC 14443がある。リーダとライタの通信距離に応じて「密着型」「近接型」「近傍型」「遠隔型」の4種類に区別され、さらに近接型は「Type A」「Type B」に分類される。欧州ではType Aカード、特にオランダのフィリップスエレクトロニクスが開発したMIFAREが普及している。米国ではモトローラが開発したType Bカードも普及している。
非接触型ICカードは、多くのものが短波帯（HF帯, 13.56MHz）の電波を使用するものである。
ソニーは自社が開発したFeliCaをType CとしてISO/IEC 14443に提案したが、この国際規格には採用されず、後にFeliCaとMIFAREの上位通信方式がISO/IEC 18092 (NFC, Near Field Communication) として標準化された（FeliCaと同時期にType D - Gも提案されていたが、規格が乱立するとして標準化の議論を停止した）。2005年1月には、拡張規格であるNFC IP-2がISO/IEC 21481として国際標準規格に制定されType Bにも対応した。
日本ではJIS X 6321 - 6323がある。特定用途向けの規格に、住民基本台帳カード仕様 (Type B)、日本鉄道サイバネティクス協議会によるFeliCaの技術を採用したICカード乗車券規格（サイバネ規格）などが普及している。サイバネ規格のアプリケーションに関係する部分を除いた部分は、JICSAP仕様の第4部で仕様が規定されている。

## ICカードの適用先

### 通信放送分野での導入

#### 公衆電話
ICカードの最初の大規模な適用先は、1983年にフランステレコム（現・Orange）が公衆電話の支払い用に使い捨てのプリペイドカードとして採用したテレフォンカードである。なお、フランスのICテレフォンカードは接触型である。日本でも国際電信電話（KDD、現・KDDI）が接触型のカードを採用している。1999年3月には日本電信電話が磁気テレホンカードの偽造対策として非接触型のICテレホンカード（ICテレカ）を導入し、同時にICカード式公衆電話も導入した。
その後、公衆電話は世界的に携帯電話に取って代わられ、プリペイドカードとしての利用は減少した。そのため、NTTは2005年1月20日に利用者の減少を理由に、費用がかかるICテレホンカードとICカード式公衆電話の廃止を発表し、翌2006年3月までに、全てのIC公衆電話を撤去し、利用者の多かった場所のみ磁気カード式公衆電話に置き換えている。

#### 携帯電話
GSM携帯電話、NTT docomoの第3世代移動通信システムFOMAのFOMAカード、第3.9世代移動通信システムのXi及び第4世代移動通信システムのPREMIUM 4Gで使用されるドコモUIMカード、auのau VoLTEで使用されるau ICカード、ソフトバンクのSoftBank 3GにおけるSoftBank 3G USIMカード、イー・モバイルにおけるEM chipなどは、SIMカード/UIMカードという電話番号などが記録されたICカードが搭載された。SIM/UIMカードは取り外す事ができて、カードを別の端末に挿入する事で、別の端末に同じ番号を引き継ぐ事が可能になっており、通話用端末とデータ通信用端末とを1枚のカードを抜き差しして利用できる。
日本においては、これと別に「おサイフケータイ」としてNTTドコモを皮切りに、auとVodafone（現・ソフトバンク）が相次いで、非接触ICチップ (FeliCa) を携帯電話のアプリケーションとして導入している。

#### デジタル放送

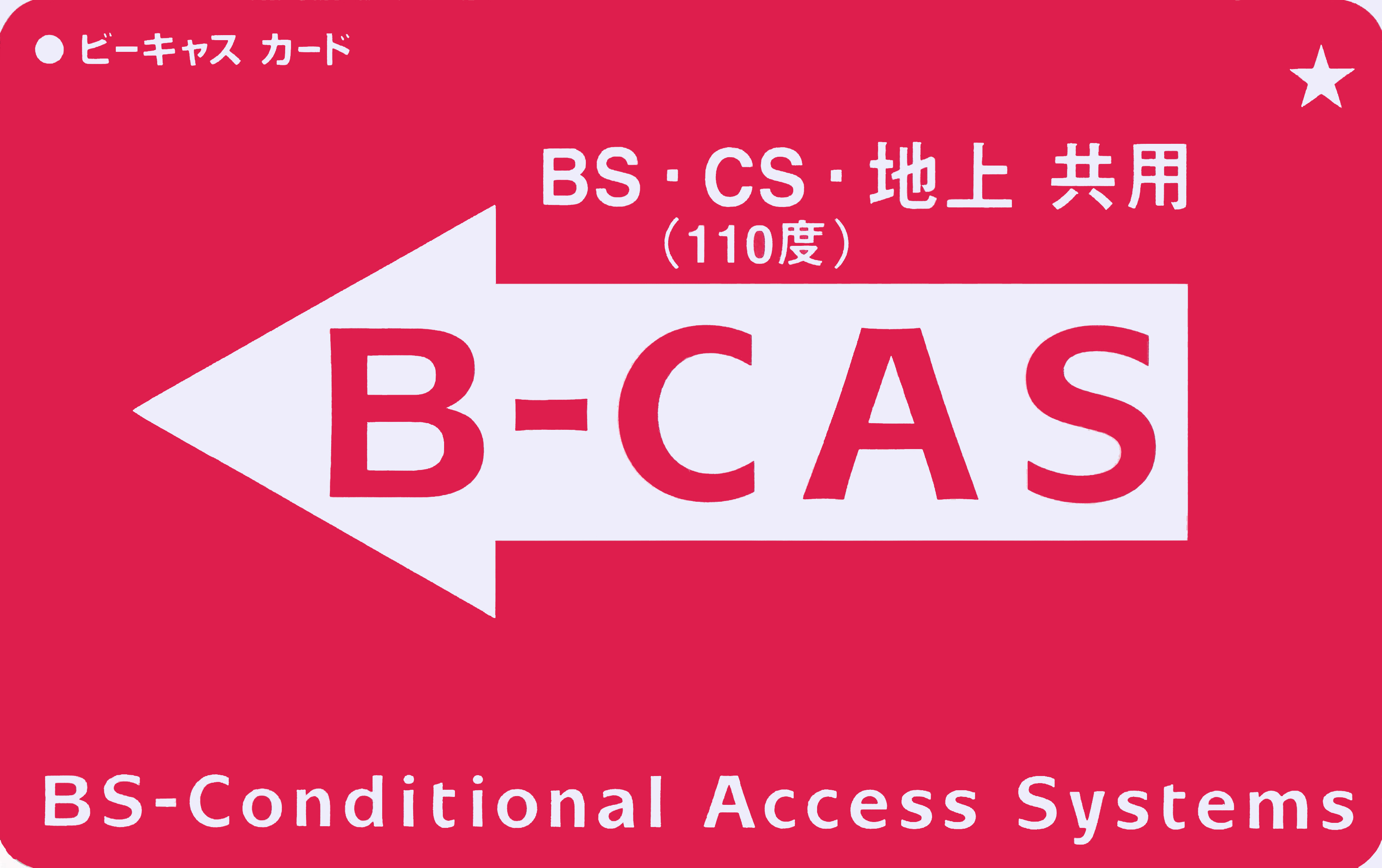
BS・110度CS 地上デジタル共用B-CASカード

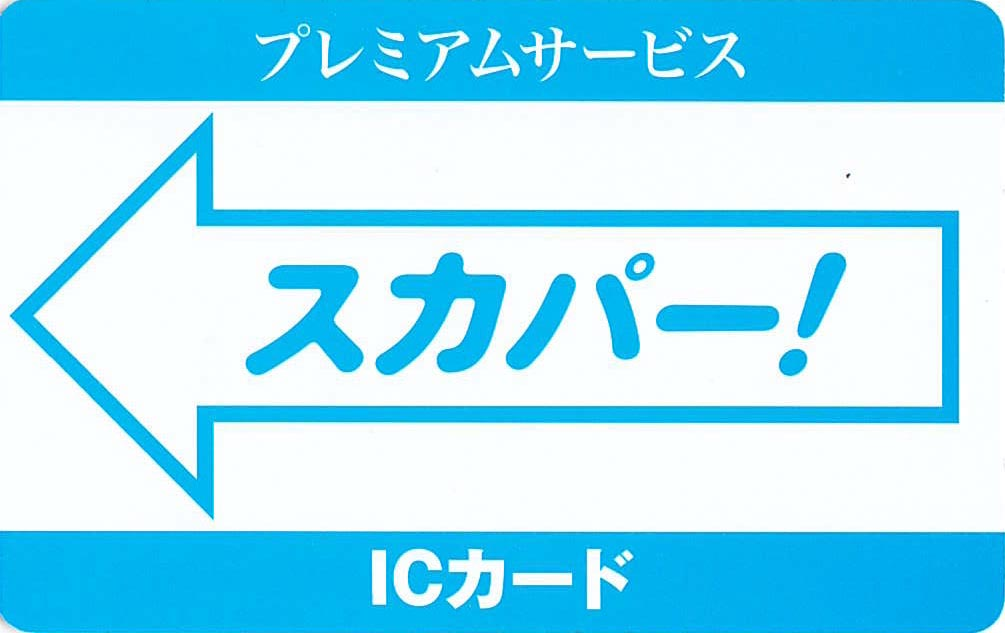
スカパー!プレミアムサービス用カード

en:Videocryptによる課金管理システムにはICカードが使用されている。
日本では、2000年12月1日に開始されたBSデジタル放送の視聴制御用カードとして、接触型ICカードのB-CASカードが導入された。B-CASカードにはID番号とマスター鍵が格納され、受信機に同梱されて配布されている。有料放送（WOWOW、スター・チャンネルBSなど）のスクランブル解除のための秘密鍵を配布管理する手段として利用された。その後、地上デジタルテレビジョン放送（2003年12月開始）や110度CSデジタル放送でもB-CASカードが採用されている。2003年5月までに17万枚を発行している。2004年4月5日にはデジタル放送のコピー制御（コピーワンス）が始まり、B-CASカードが挿入されていないと視聴できなくなった。B-CASカードは（株）ビーエス・コンディショナルアクセスシステムズが発行している。

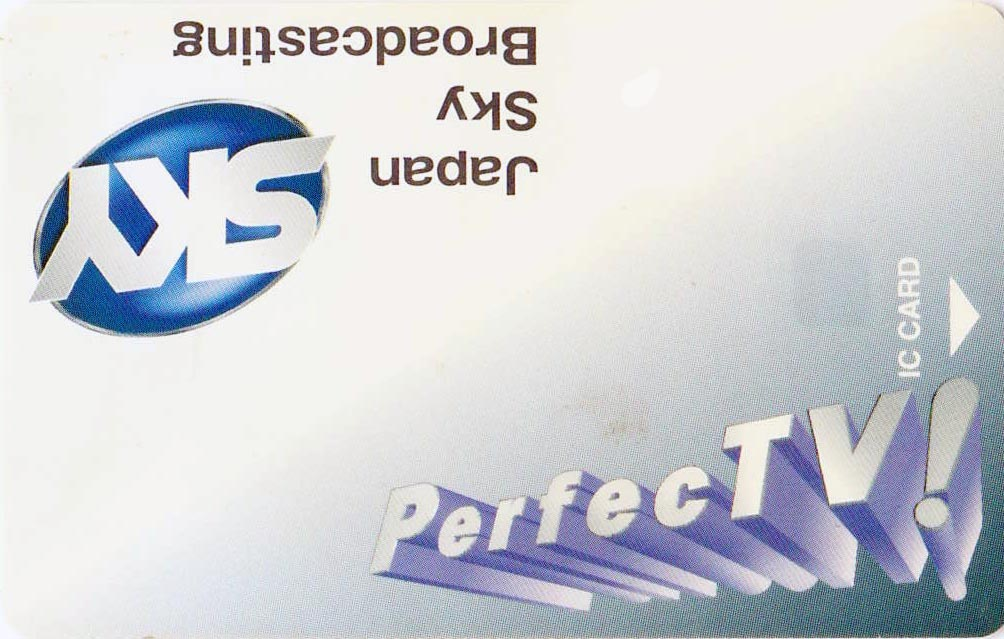
パーフェクTV!時代のICカード

スカパー!プレミアムサービス及びスカパー!プレミアムサービス光では、専用のスカパー!ICカードがある。また、スカパー!プレミアムサービス受信機にはスカパー!プレミアムサービス用カード、スカパー!プレミアムサービス光受信機にはスカパー!プレミアムサービス光用カードをチューナーのカード差込口に入れる。また、スカパー!プレミアムサービス用カードは1996年9月30日のパーフェクTV!開始時からあり、現在と同様チューナーにカードを差し込まないと視聴することができなかった。
PPVの課金管理も行われる。
デジタルケーブルテレビ（デジタル化されたケーブルテレビ）の視聴には、接触型ICカードのC-CASカードが使用される。ただし、再放送される各種デジタル放送（上記の一般のB-CASカードが対象とする放送）の視聴にはC-CASカードの他にケーブルテレビ用のB-CASカードが必要である。そのため、B-CAS/C-CASの両方に対応する受信機 (STB) もある。C-CASは受信機メーカー間で仕様の差異が課題になっている。C-CASカードやケーブルテレビ用のB-CASカードの運用業務は「一般社団法人 日本ケーブルテレビ連盟 (JCTA)」が行っている。

### 決済手段としての導入

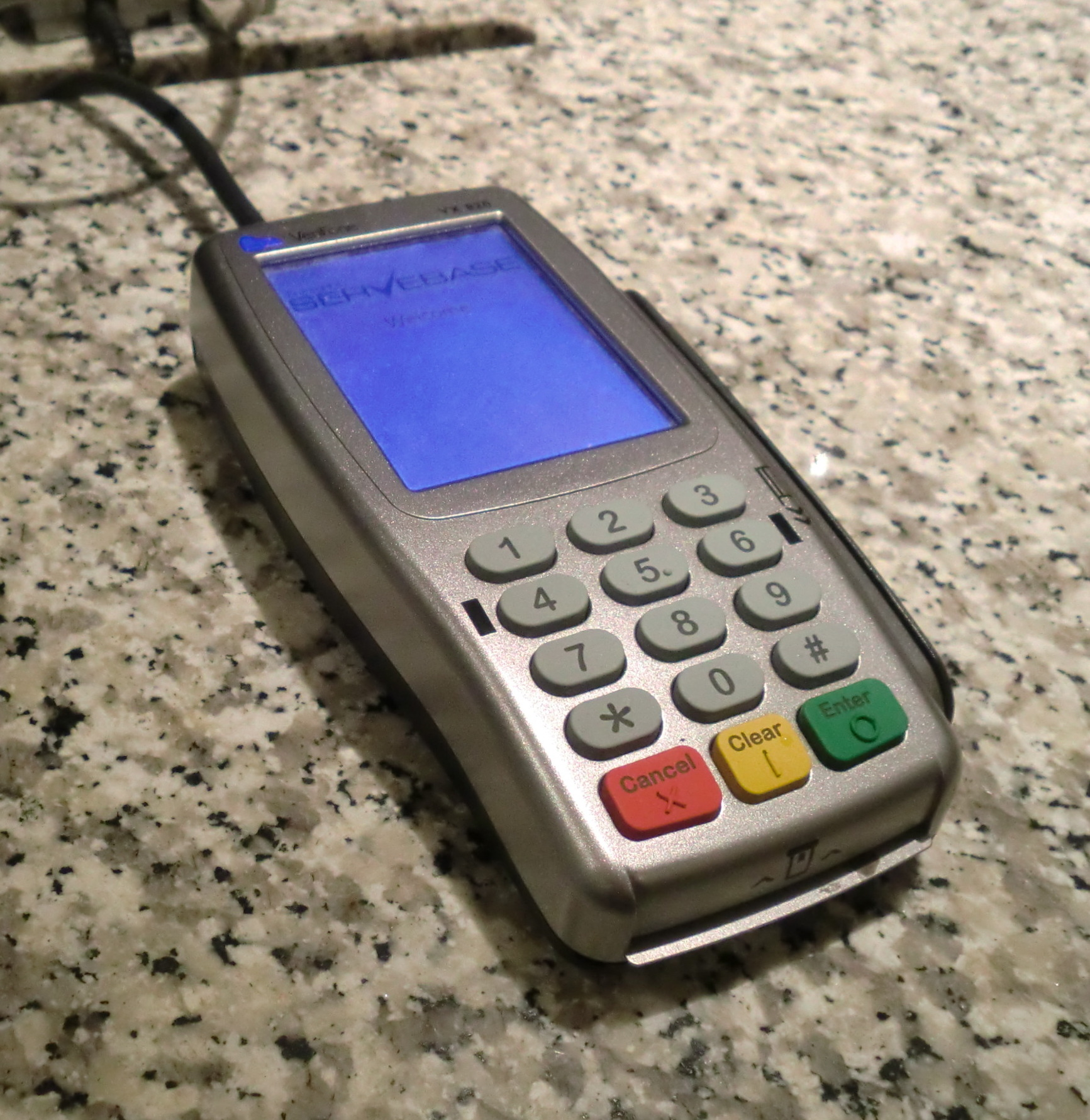
小型ディスプレイ、暗証番号入力用テンキーのボタン、磁気カード読み取り部分もついた、クレジットカード端末。ICカードは下の部分に差し込んで使用する。

キャッシュカード（バンクカード）、クレジットカード（日本）やプリペイドカードのメディアは、磁気カードからICカードへの切り替えが進んでいる。
フランスでは、1989年頃からバンクカードにICカードが導入された（1984年には最初のATMバンクカードが登場している）。日本では、クレジットカードは2001年頃から、パチンコ用プリペイドICカードは2000年からそれぞれ導入されている。クレジット・プリペイドカードに続いて、2004年からキャッシュカードのICカード化が始まった。

#### ICクレジットカード
1993年に、クレジットカード大手のEuropay・MasterCard・Visaは、クレジットカード決済業務用ICカードの共通仕様開発に合意し、共通仕様を3社の頭文字をとってEMV仕様と名付け、以降、接触型ICチップを採用したクレジットカードやキャッシュカードは、全世界でEMV仕様のICカードが世界標準となっている。その後EMVには、JCB・American Express・中国銀聯・ディスカバーカードも加入している。
相次ぐ不正使用対策の為、割賦販売法を改正し、2018年6月1日に加盟店に対してIC決済対応を義務化された。

#### ICキャッシュカード
ICキャッシュカードとは、口座番号などの取引に必要な情報と秘密鍵を書き込んだICチップを搭載したキャッシュカードのことである。従来の磁気ストライプカードより偽造が困難である。
磁気ストライプ式キャッシュカードでは、磁性体の塗布や磁気カードリーダー／ライターを使って磁気情報を読み取る「スキミング」が容易にでき、偽造カードによる被害が多発したため、分解・解析しようとすると壊れる（耐タンパー性）ICチップを採用したキャッシュカードが必要となった。
フランスでは、1990年 - 1993年にかけてICキャッシュカードが普及したことにより、カード偽造による被害額が1989年と比較して、1998年にはおよそ10分の1に減少した。
中華民国では、2006年3月1日にICキャッシュカードに全面移行し、従来の磁気式キャッシュカードの使用を停止した。
韓国では、2014年2月よりATMにおける、磁気ストライプ式キャッシュカードの取り扱いを中止する予定（2013年2月から試験運用開始）。
日本では、2001年3月に旧・全国銀行協会が「ICキャッシュカード標準仕様」を制定し、2002年頃から導入検討や実証実験などが行われていたが、カード偽造が拡大し、その被害が報道された2004年 - 2005年以降、導入が加速した。ICチップ自体の耐タンパー性に加えて指静脈認証などの生体認証機能を搭載する事によって、強固な本人確認を可能にしている。なお、現行の規格上は、2049年末まで利用可能となっており、2050年以降でも利用可能な規格の新規開発ないしはソフトウェアのバージョンアップなどが必要とされる。
2008年現在では、いまだICキャッシュカードにも磁気ストライプが付いている事が多い(後述のように、みずほ信託銀行は2012年3月までに、ICカード付きキャッシュカードを使用不可とする措置を取り、差し替えの上で磁気ストライプのみのカードに戻している)。これはICチップ通信に対応していないATMや決済端末のための後方互換性の問題があるからだが、磁気ストライプでの引き出し金額を低く設定するサービスを行っている金融機関が多い。また、接触式ICチップに加えて非接触式ICカード通信方式に対応したものも登場し、ICカード乗車券として使えるものも登場している。
2004年
- 東京三菱銀行（現・三菱UFJ銀行） : 「スーパーICカード『東京三菱-VISA』」（10月12日）ICキャッシュカード、クレジットカード、電子マネー (Edy)、手のひら静脈認証を搭載。カードOSはJava Card/Visa Global Platform と Felica OSの2つで、接触/非接触のデュアルI/F。及び「ICキャッシュカード」クレジットカード機能を搭載しないもの。ただし、2010年6月22日以降新規発行ないし差替え分は、Edyは搭載されない。その後、これまで磁気ストライプのみで発行してきた一般のカード（貯蓄預金のキャッシュカードなど、ICカード対象外の口座もある）がICカード標準とされたため、有効期限のないカードとなったが、ディズニーデザインではJ-Debitの利用を不可とする仕様を取った。
- UFJ銀行（現・三菱UFJ銀行） : 「オールワンICカード」（11月）ICキャッシュカード…2007年5月21日発行分より、IC対応他行のATMでのIC取引に対応させるため、仕様の一部を変更（それ以前の発行分は、自行ATM以外ではゆうちょ銀行とコンビニATM（セブン銀行・イーネット）のみIC取引に対応）。有効期限後は、新システム仕様に変更されることに伴い、差替カードは全て上述の旧東京三菱銀行の仕様に変更された。

2005年
- 三井住友銀行 : （2月21日）ICキャッシュカード、（12月19日）指静脈認証。指静脈認証対応カードは磁気ストライプレスかつ生体認証登録を要する専用カードで、一部コンビニATMを除いて他行利用ができないというものであったが、後に、窓口での即時発行対応開始に伴い、生体認証の搭載の可否の区別のないカードが発行されるようになった（貯蓄預金専用カードなどIC化は可能だが、即時発行非対応のカードもあり）。なお、SMBC CARDなどのクレジットカード一体型などを除き、ダブルストライプカードなどは、基本的にICに対応していない。（2023年3月1日）1枚にキャッシュカード、クレジットカード、デビットカード、ポイント払い（プリペイドカード）機能を集約した「Olive」のサービスを開始。
- みずほ銀行 : 「みずほICキャッシュカード」（3月7日）ICキャッシュカード、（2006年10月2日）指静脈認証
- 広島銀行 : 「<ひろぎん>バリューワン」（4月）クレジット&ICキャッシュカード、手のひら静脈認証。「<ひろぎん>ICキャッシュカード」（2006年8月28日）ICキャッシュカード、手のひら静脈認証。
- 新銀行東京 （現 : きらぼし銀行（旧 : SGT店『■』取扱）） : （4月1日）ICキャッシュカード、セーフティパス機能、（7月1日）Suica機能。有料発行となる単体型と無償発行となるJALマイレージバンク（都内の一部三越店舗のポイントカード機能を含む）提携型を除き、すべてクレジットカードと一体になっていた（Suica機能付きやPASMOが別途分離発行されるなどもクレジット一体型となった）。その後、無償化したうえで、ICキャッシュカード単体のみのものにすべて切り替えとなった（有効期限もその後撤廃し、強制切り替えとされた）。合併後のきらぼし銀行では、旧東京都民銀行方式での発行となり、システム統合までの間、カードの裏面に『●■』の両方のマークがつくことになった。新銀行東京名のカードも引き続き利用可能だが、旧3行が個別に提携していた各金融機関及びコンビニATMの範囲でしか拡張されないため、MICS扱いでの利用は、きらぼし銀行名（2020年4月までに発行した分については、『●■』マーク付き）のカードへ発行換えする必要がある。
- 池田銀行（現 : 池田泉州銀行（旧 : 池田店『●』取扱）） : 「+sa-ica（プラスサイカ）」（6月20日）ICキャッシュカード、手のひら
- 関西アーバン銀行（現 : 関西みらい銀行（旧 : 関西アーバン店『■』取扱）） : （7月19日）ICキャッシュカード、4桁の暗証番号に加え、アルファベット暗証番号による認証。システム統合時に、旧・近畿大阪仕様に変更され、アルファベット暗証番号は廃止された。生体認証およびりそなデビットカードの利用希望者、旧びわこ店で店舗統合歴がある店舗利用者で、廃止店のカードを利用していた場合などは、システム統合後のカードの発行が必要になった。
- 尼崎信用金庫 : （8月22日）ICキャッシュカード<信用金庫業界初>（ATM利用は8月30日より対応）、（2007年4月19日）指静脈認証
- セブン銀行 : （10月11日）ICキャッシュカード
- 千葉銀行 : （10月17日）ICキャッシュカード、（2006年8月7日<ICキャッシュ単体型（ただし6店にて先行、それ以外の店舗では2006年9月19日）>、（2006年9月19日<ICキャッシュ+クレジット一体型>）指静脈認証
- 横浜銀行 : （10月24日）ICバンクカード・ICキャッシュカード
- 岐阜信用金庫 : （11月1日）ICキャッシュカード、手のひら静脈認証、（2007年3月19日）手のひら静脈認証・指静脈認証併用
- 京都銀行 : （11月21日）ICキャッシュカード、指静脈認証[9]
- 十六銀行 : （11月28日）ICキャッシュカード、（12月26日）指静脈認証<一部店舗のみ取り扱い>
- 第四銀行（現・第四北越銀行） : 「だいしICキャッシュカード」（11月28日）、（2006年7月13日）指静脈認証

生体認証登録が必須のカードで、有効期限毎の更新が必要だったが、2017年1月の勘定系リプレースにより、既存の利用者は新仕様のカードに差し替えとなり、以降の新規発行及び磁気カードからの切り替えについても生体認証は必須でなくなり、併せて有効期限が撤廃されることになった。
第四北越銀行発足後は、名称を「だいしICキャッシュカード」から「ICキャッシュカード」に改められた。
2024年度内を目処に、ICキャッシュカードの新規発行が停止される予定。
- 南都銀行 : （12月19日）ICキャッシュカード、手のひら静脈認証
- 岡崎信用金庫 : （12月19日）ICキャッシュカード
- 中国銀行 : 「DREAMe-W（ドリーミーダブル）」（12月2日）クレジット&ICキャッシュカード（2006年3月20日からはキャッシュカード単体のICカードの取り扱いを開始）

2006年
- びわこ銀行（現・関西みらい銀行） : （1月23日）システム統合後は、旧来からの関西アーバン銀行の様式のカードを発行。びわこ銀行時代に店舗統合を行った店舗で廃止店のままのカードを使用していた場合、関西みらい銀行発足後のシステム統合時に使用不可とされたため、強制切換の対象とされた。
- 福岡銀行 : （1月23日）ICキャッシュカード、（3月20日）指静脈認証
- 武蔵野銀行 : （2月27日）ICキャッシュカード 指静脈認証
- 静岡銀行 : 「しずぎんjoyca」（3月1日）キャッシュ&クレジットICカード（同時にICキャッシュ単体型も発行）
- 泉州銀行（現 : 池田泉州銀行（旧 : 泉州店『■』取扱）） : 「<センギン>ICキャッシュカード」（3月1日）ICキャッシュカード、（9月1日）掌／指双方向静脈認証

合併後のシステム統合後発行分は、旧池田店仕様で発行される。
- 北洋銀行 : 「clover（クロバー）」（3月3日）キャッシュ&クレジットICカード
- 北越銀行（現・第四北越銀行） : （3月13日）ICキャッシュカード。合併後は、旧第四銀行仕様のカードを発行。
- 八十二銀行(2026年1月1日より、八十二長野銀行) : 「八十二ICクイックカード」（3月20日）ICキャッシュカード、（2007年5月16日）掌静脈認証
- 常陽銀行 : 「常陽ICエースカード」（3月22日）ICキャッシュカード、指静脈認証
- 滋賀銀行 : （3月22日）ICキャッシュカード、手のひら静脈認証
- 住友信託銀行（現・三井住友信託銀行） : （3月22日）ICキャッシュカード、（2007年1月4日）指静脈認証→合併後のシステム統合以後の発行分は、旧中央三井の発行様式のカードに切り替え（有効期限のないカードをシステム統合前に発行した場合は、従来通り利用可能）。
- 第三銀行（現・三十三銀行） : （3月27日）ICキャッシュカード、指静脈認証。合併後は、旧・第三銀行方式のカードが発行されるが、統一金融機関コードが旧・三重銀行のものとなったため、合併後発行分は、明細に旧・三重銀行の0154が表示されることになった。
- 中央三井信託銀行（現・三井住友信託銀行） : （3月29日）「オールインカード」キャッシュ&クレジットICカード（同時にICキャッシュ単体型も発行）、三井住友信託銀行の新システム稼働後は、旧住信店で行われていた通帳レス口座（ユアパートナー）の開始に伴ってユアパートナー取引証を兼ねた専用ICキャッシュカードを発行開始（併せて、明細に表示される統一金融機関コードも0291から0294へ変更された）。
- 紀陽銀行 : （4月3日）ICキャッシュカード、指静脈認証
- みなと銀行 : （4月3日）ICキャッシュカード
- 京都信用金庫 : （4月3日）ICキャッシュカード、指静脈認証[10]
- みずほ信託銀行 : （4月10日）ICキャッシュカード、（2007年4月2日）指静脈認証→利用者により、2012年1月ないしは同年3月を以って、有効期限にかかわらずIC機能の使用停止。旧来の磁気ストライプのみのカードに差し替えとなった。
- 但馬銀行 : （5月8日）ICキャッシュカード、指静脈認証
- みちのく銀行 （現・青森みちのく銀行）: 「Michinoku Card（みちのくカード）<みちのくICキャッシュ&クレジット>」（5月15日）ICキャッシュ&クレジットカード（ICキャッシュ単体も発行。こちらは、5年ごとの更新手数料が発生。2026年に強制解約予定。差し替えのキャッシュカードは自動発行されず、窓口での申し込みが別途必要）、（2007年2月16日）指静脈認証。合併後は、旧青森銀行仕様のカードが発行される。
- 山陰合同銀行 : （5月15日）ICキャッシュカード、指静脈認証
- 東邦銀行 : （6月22日）ICキャッシュカード
- 鳥取銀行 : 「IC TORICA<アイシートリカ>」（6月26日）ICキャッシュ&クレジットカード
- 碧海信用金庫 : （7月18日）ICキャッシュカード
- 商工組合中央金庫 : （7月24日）ICキャッシュカード
- 北海道労働金庫 : （7月24日）ICキャッシュカード
- 東北労働金庫 : （7月24日）ICキャッシュカード
- 甲府信用金庫 : （7月24日）ICキャッシュカード
- 四国労働金庫 : （7月24日）ICキャッシュカード
- 百十四銀行 : （8月1日）ICキャッシュカード、指静脈認証
- 七十七銀行 : （8月14日）ICキャッシュカード、掌静脈認証（ATM利用は8月21日より対応）。自行利用限定型とコンビニATMを含む他行利用可能型が設定され、前者には磁気ストライプが付加されない(前者は、IC対応ATMを設置した他行でも利用はできない)。当初は有効期限があって、なおかつ発行・更新手数料が徴収されるものであったが、2012年3月21日以降、順次窓口での即時発行開始に伴って、カードの様式が変更され、エンボスレスで有効期限のないカードの発行を開始。有効期限のある旧カードは、有効期限到達後に新様式に切り替え(併せて、磁気ストライプのみのカードは発行停止)。
- 肥後銀行 : （9月4日）ICキャッシュカード、指静脈認証
- 栃木銀行 : （9月11日）ICキャッシュカード、（2007年2月19日）指静脈認証
- 徳島銀行（現・徳島大正銀行） : （9月11日）ICキャッシュカード、カナ入力による第二暗証
- 大分銀行 : （9月19日）ICキャッシュカード
- 足利銀行 : （9月25日）ICキャッシュカード
- 近畿労働金庫 : （9月25日）ICキャッシュカード
- 山口銀行 : （9月25日）ICキャッシュカード
- 四国銀行 : （9月28日）ICキャッシュカード、指静脈認証
- JAバンク（関東以西） : （10月1日）ICキャッシュカード、キャッシュカード一体型JAカード、掌静脈認証（生体認証は、一部の県のみ）

当初は、キャッシュカード単体のものにも有効期限の設定があったが後に撤廃され、以前からの利用者に対しては期限到来の差し替えカードに切り替えた時点で有効期限のないカードを利用する形となった。なお、一般デザインは有効期限のある時点でグローブデザインからリーフデザインに変更されたため、当該利用者の差し替えもリーフデザインで発行替えとなった。キャラクターデザインとなるちょきんぎょデザインの場合は2017年以降の各県単位の切替のタイミング以降に有効期限が到来する場合にサザエさんデザインで発行される形をとった。2022年以降のキャラクターデザインは、サザエさんからよりぞうに変更されている。
- 大光銀行 : （10月2日）ICキャッシュカード
- 日本郵政公社（郵便貯金、現・ゆうちょ銀行） : （10月2日）ICキャッシュカード、指静脈認証、電子マネー「Edy」機能（2010年2月26日申込分をもって発行終了[11]）、（2009年4月20日）IC乗車カード「Suica」機能（地域限定）
- りそな銀行・埼玉りそな銀行 : （10月10日）ICキャッシュカード、指静脈認証
- 近畿大阪銀行（現・関西みらい銀行） : （10月10日）ICキャッシュカード、指静脈認証
- 十八銀行 : （10月10日）「<18>ICキャッシュ&クレジットカード」
- 浜松信用金庫 （現 : 浜松磐田信用金庫） : （10月16日）ICキャッシュカード、指静脈認証。
- トマト銀行 : （11月9日）「トマト・MOTTOカード」ICキャッシュ&クレジットカード（ただし同行のIC対応ATM設置は2008年度中に実施）
- 東京都民銀行 （現 : きらぼし銀行（旧 : 都民銀店『●』取扱）） : （11月14日）ICキャッシュカード、指静脈認証。合併時点で、新銀行東京との間のみシステム統合を行ったため、旧八千代店とのシステム統合までの間は、カード裏面に『●■』の両方のマークがつくことになった）。
- 名古屋銀行 : （11月14日）ICキャッシュカード、掌静脈認証

2007年
- JAバンク（東北以北） : （1月1日）ICキャッシュカード、キャッシュカード一体型JAカード、掌ないしは指静脈認証（生体認証は、一部の県のみ）

当初は、キャッシュカード単体のものにも有効期限の設定があったが後に撤廃され、以前からの利用者に対しては期限到来の差し替えカードに切り替えた時点で有効期限のないカードを利用する形となった。なお、一般デザインは有効期限のある時点でグローブデザインからリーフデザインに変更されたため、当該利用者の差し替えもリーフデザインで発行替えとなった。キャラクターデザインとなるちょきんぎょデザインの場合は2017年以降の各県単位の切替のタイミング以降に有効期限が到来する場合にサザエさんデザインで発行される形をとった。2022年以降のキャラクターデザインは、サザエさんからよりぞうに変更されている。
- 伊予銀行 : （1月25日）ICキャッシュカード（販売開始は2月1日）
- 愛知銀行(2025年1月1日以降、あいち銀行) : （2月5日）ICキャッシュカード、指静脈認証
- 宮崎銀行 : （2月13日）ICキャッシュカード
- 香川銀行 : （2月13日）ICキャッシュカード
- スルガ銀行 : （2月15日）SURUGA VISAデビットカード（12月より指静脈認証対応型発行）…当初は、指認証対応させる場合のみ、VISAデビットなしも可能となっていたが、指認証登録がなくとも単体利用が可能なICカードが後に登場した。
- 西日本シティ銀行 : （2月15日）ICキャッシュカード、指静脈認証
- 山形銀行 : （2月19日）ICキャッシュカード、指静脈認証
- 群馬銀行 : （2月19日）ICキャッシュカード、掌静脈認証
- 千葉興業銀行 : （2月19日）ICキャッシュカード、指静脈認証
- 愛媛銀行 : （2月23日）ICキャッシュカード、指静脈認証。HandyBank支店は、独自デザインのICキャッシュカードを発行。
- 長野銀行 : （3月12日）ICキャッシュカード。八十二銀行への吸収合併に伴い、2025年5月31日をもって、新規口座開設及び新規発行を終了。合併以降、八十二長野銀行名の移管先支店のカードが送付され、最初に使用するまでは継続利用できる予定。
- 青森銀行(2025年1月1日より青森みちのく銀行) : （3月15日）ICキャッシュカード、掌静脈認証（2010年9月1日）「aomo（アオモ）」ICキャッシュ&クレジットカード（キャッシュカード単独型は、5年ごとの更新で、新規発行ないしは切り替えまたは更新毎に1080円かかる）。

2016年に開設されたあおぎんネット支店（現・あおもりネット支店）では標準発行されるが、再発行手数料が一般店舗の倍額の2160円徴収される。
- 岩手銀行 : （3月19日）ICキャッシュカード、指静脈認証（生体認証は有料オプションで発行されるゴールドカードで利用可能。デフォルトのシルバーカードと2種類あるローンカードは生体認証非対応）。貯蓄預金一体型（ただし貯蓄における磁気ストライプの利用は不可）やローンカード一体型も可能。なお、イーハトーヴ支店のキャッシュカードについては、生体認証対応のゴールドカード発行は不可。これに伴って、磁気キャッシュカードの発行は停止された（特に、クレジットカード一体型を除けば、普通預金以外の科目が他行で利用可能な一体型カードがどのような形でも新規発行ができなくなった）。当初は有効期限があったが、後にないカードに切り替えられ、有効期限のあるカードが発行された顧客は、当初の有効期限が来た時点で、有効期限のないカードへの差し替えを行った。
- 佐賀銀行 : （3月19日）「moteca（モテカ）ICカード」ICキャッシュ&クレジットカード（ICキャッシュ単体も発行）、指静脈認証
- 豊橋信用金庫 : （3月19日）ICキャッシュカード、掌静脈認証
- 福井銀行 : （3月23日）ICキャッシュカード、指静脈認証（ただし、利用は4月2日以降）
- 鹿児島銀行 : （3月26日）ICキャッシュカード、指静脈認証
- 秋田銀行 : （4月2日）「Only One」ICキャッシュ&クレジットカード（ICキャッシュ単体も発行。ただし、貯蓄預金一体型のWカードのIC化とあきぎんこまち支店のキャッシュカードは不可。5年ごとの有効期限及び切替毎の手数料あり）、指静脈認証。2021年10月より、指静脈認証の取引が停止された。
- 中京銀行 : （4月23日）ICキャッシュカード。2025年のあいち銀行への吸収後は、旧愛知銀行仕様のカードに変更。
- 清水銀行 : （5月1日）ICキャッシュカード
- 大垣共立銀行 : （5月7日）ICキャッシュカード、電子マネー「Edy」機能（ただし電子マネー「Edy」機能はゴールド・スーパーゴールドの各総合口座のみの搭載）
- 東北銀行 : （5月28日）ICキャッシュカード、指静脈認証（貯蓄預金又はカードローンのダブルストライプ対応型もあり）。2012年7月の勘定系リプレース以降発行のカードは、有効期限なし。
- 琉球銀行 : （6月4日）ICキャッシュカード
- 山梨中央銀行 : （7月9日）ICキャッシュカード、掌静脈認証
- イーバンク銀行（現 : 楽天銀行） : （7月23日）「イーバンクマネーカード」（現 : 楽天銀行VISAデビットカード）ICキャッシュカード、Visaデビット機能（既存利用者の先行発行手続開始日は6月16日）。楽天銀行移行後に「楽天銀行JCBデビットカード」、「楽天銀行MasterCardデビットカード」も発行開始（ブランドは排他利用であり、ブランド変更も有償対応）。
- 八千代銀行 （現 : きらぼし銀行（旧 : 八千代店『◆』取扱）） : （8月13日）ICキャッシュカード、指静脈認証。全銀協仕様であるとの理由により、原則、2049年12月までの有効期限がエンボスされたカードが発行される。システム統合後は、旧都民銀仕様の発行に変更された。
- 京都北都信用金庫 : （9月）ICキャッシュカード
- 住信SBIネット銀行 : （10月11日）ICキャッシュカード（受付開始は9月24日）。なお、有効期限のエンボスが刻印されているカードであっても、有効期限以降も差し替えなく同じカードを使い続ける形となる。2016年1月27日より、日本では初めてVisa payWaveに対応したVISAデビットカード（後に、MasterCardコンタクトレスに対応したMasterCardデビットカードも発行開始）の発行に伴い、従来の単体のICキャッシュカードは発行停止となった（従来のカード利用者も切り替えによる発行が可能）。2020年時点で、JAL支店のカードを除き、キャッシュカード単体の発行は行っていない。
- イオン銀行 : （10月29日）「イオンバンクカード」ICキャッシュカード、自社電子マネー「WAON」機能（受付開始は10月20日）。2016年より、イオンクレジットサービスが銀行代理店として運営している神田店利用時に限定する形で、指紋認証を取り入れた窓口およびATM取引をモニター形式で実験的に行っている（2020年内に取扱いを停止し、生体認証情報は削除を予定）。後にクレジットカードないしはJCBデビット一体型も発行開始。
- 北都銀行 : （12月10日）ICキャッシュカード、指静脈認証。これに伴い、一般の磁気のみのキャッシュカードの発行を停止（当初は有効期限があったが、のちに撤廃され、撤廃時点以降の年月が記載された有効期限のあるカードも、切り替えなしで継続利用可能とした。現行のカードは、デザインは同一だが、有効期限の欄が省略されている）。2011年4月1日より、銀行本体発行クレジットカード一体型の「北都ブライトワン」を発行開始。2020年9月末、生体認証の新規登録を中止し、以降発行されるカード（「北都ブライトワン」の有効期限差し替えカードを含む）は生体認証非対応のカードとなる。2021年2月28日を以て、ATMでの生体認証の扱いを終了し、指静脈の情報は破棄された。

2008年
- 金沢信用金庫 : （2月22日）ICキャッシュカード、指静脈認証
- 北國銀行 : （3月13日）ICキャッシュカード、指静脈認証
- 百五銀行 : （3月25日）「105BESTIO（イチマルゴベスティオ）」クレジット&ICキャッシュカード、指静脈認証（4月11日からはキャッシュカード単体の指静脈認証ICカードの取り扱いを開始）。
- 荘内銀行 : （4月1日）ICキャッシュカード、指静脈認証（荘銀カードが発行するUCカード一体型ないしはクレディセゾンが発行するセゾンVISA一体型のキャッシュカードについても、同日以降に発行された分については生体認証を含めたICキャッシュカードとして利用可能。同年10月14日より、VJA本体加盟によるクレジット一体型の「<荘銀>ブライトワン」を発行開始）。単体カードは、わたしの支店利用者は無償で発行されるが、一般の支店では有料発行となる。2020年9月末、生体認証の新規登録を中止し、以降発行されるカード（「<荘銀>ブライトワン」の有効期限差し替えカードを含む）は生体認証非対応のカードとなる。
- 筑波銀行 : （10月14日）ICキャッシュカード、指静脈認証（旧関東つくば銀行として。旧茨城銀行の店舗だった拠点は、2010年5月のシステム統合後に発行開始された）
- 北海道銀行 : （10月27日）ICキャッシュカード、指静脈認証（道銀カードが発行する「道銀キャッシュ・クレジットカード」については2009年3月27日対応開始）
- シティバンク銀行 : （12月1日）ICキャッシュカード、指静脈認証

2015年10月末を以て、シティバンク銀行としての個人向け営業が終了したため、発行はその時点までとなった。
SMBC信託銀行へ口座を移管された後の2018年7月以降、下7桁が口座番号となっている16桁でエンボス表示された番号のうち、上7、8桁目がいずれも0となっているカードはICの有無に関わらず以後使用不可とされた。2021年9月、日本国外での引き出しを停止。
- 石動信用金庫 : （12月1日）ICキャッシュカード、指静脈認証
- 巣鴨信用金庫 : （12月1日）ICキャッシュカード

2009年
- 熊本ファミリー銀行(現・熊本銀行) : （1月5日）ICキャッシュカード、指静脈認証
- きらやか銀行 : （4月1日）ICキャッシュカード、生体認証無し(後に、きらやかカード発行のUCブランドのきらやかキャッシュ＆クレジットカードについては、ICキャッシュカードとしての利用が可能となった)
- 蒲郡信用金庫 : （6月8日）ICキャッシュカード
- 豊川信用金庫 : （10月1日）ICキャッシュカード、指静脈認証
- 大東銀行 : （月日不明）ICキャッシュカード、生体認証無し

2010年
- 長崎銀行 : （1月18日）ICキャッシュカード[12]
- 南日本銀行 : （1月18日）ICキャッシュカード
- 鹿児島相互信用金庫 : （3月1日）ICキャッシュカード、指静脈認証
- 大正銀行（現・徳島大正銀行） : （4月1日）ICキャッシュカード。2020年1月の合併後発行分は、従来の徳島銀行の仕様に変更。

2011年
- 北日本銀行 : （8月10日）「W-Linkカード」クレジット&ICキャッシュカード、生体認証なし（キャッシュカード単独型は、2015年7月13日に開業したインターネット支店で開設された口座に対しては発行される）
- 仙台銀行 : （12月1日）「仙銀キャッシュ・クレジットカード」クレジット&ICキャッシュカード、生体認証なし（キャッシュカード単独型はなし）

2012年
- 東京スター銀行 : （10月1日）キャッシュカード単独型、生体認証なし
- 秋田信用金庫 : （10月1日）キャッシュカード単独型、生体認証なし

2015年
- SMBC信託銀行 : （11月1日）キャッシュカード単独型、指静脈認証（システム移行後、自社ATMを廃止し三井住友銀行のATMを利用することになったため、三井住友銀行のATMで認証が可能）。ただし、ドル預金専用カードは、IC非対応。2021年9月より、セキュリティ上の理由により、従来のカード（シティバンク銀行から継承された旧カードを含む）による海外での出金が不可となるため（日本国内では継続して利用可能）、代替策として、2019年10月よりVISAデビット（payWave対応）一体型の、PRESTIA「GLOBAL PASS」の発行を開始。従来のカードはこれに併せて新規発行停止。また、旧来の円預金カードの海外利用停止に合わせて、ドル預金専用カードも廃止され、一切の使用不可とされた。

2016年
- 京都中央信用金庫 : （11月16日）ICキャッシュカード

2018年
- GMOあおぞらネット銀行 ：（7月17日）VISAデビット（payWave対応）一体型ICキャッシュカード（キャッシュカード部分の磁気ストライプなし）。ただし、15歳未満の名義に対してはVISAデビットなしのカードを発行。のちに、MasterCardデビットを発行開始しているが、有料で、VISAデビットの口座とは別の口座が開設される。
- ローソン銀行 : （10月15日）キャッシュカード単独型。

2021年
- auじぶん銀行 : （5月4日）ICキャッシュカード[13]

2025年
- ソニー銀行 : （5月7日）ICキャッシュカード、ICローンカード、VISAデビット（payWave対応）一体型ICキャッシュカード(SonyBank Wallet)で、同日発行分より、キャッシュカード部分もIC対応
- みんなの銀行 : （5月12日）JCBデビット

#### 電子マネーへの導入
ICカードは電子マネーにも導入されている。
欧州では、ゲルトカルテ（独・1996年）やモンデックス（英・1995年7月）などICカードベースの電子マネーが導入されている。
日本では、2001年10月にビットワレット（当時）が電子マネーサービス楽天Edy（FeliCaを採用）、NTTコミュニケーションズからICカード搭載の電子マネーサービス「セーフティパス」の提供が開始された。2004年3月には、東日本旅客鉄道（JR東日本）がSuica電子マネーを開始している。

#### 決済手段の融合
偽造耐性や（磁気カードと比べて）大容量メモリを活かして、運輸業界などからクレジットカードとプリペイドカード、ポイントカードの機能を融合した複合型カードも登場している。クレジットカードと乗車カードが合体したカード（VIEW SuicaやHANA PLUSなど）や、クレジットカードに電子マネーを搭載したカード (My Sony Card) もある。また、乗車カードをコンビニエンスストアなどの店舗でも利用できる様にしたカード (Suica・PiTaPa) もある。電子マネー（ちょコム）や電子チケット（ぴあ）、インターネットでの本人確認手段など幾つかの機能を1枚のカードで提供するサービス (SAFETY PASS) も登場している。

#### ICクレジットカード100%へ
日本国内発行のクレジットカードについて、ICカード化・カード決済端末のIC対応化を、割賦販売法の改正により、2020年までに完了させる予定。
スキミングなど、急増するクレジットカード不正使用対策の為、従来型の磁気ストライプカード決済を廃止し、EMV規格に準拠したIC又は非接触決済への変更が急務となっている。
2015年（平成27年）10月より、セキュリティの高いICチップ対応の信用照会端末を設置していない場合の不正使用被害が、クレジットカードイシュア会社による損害保証対象外となり、カード加盟店の自責扱い（加盟店とアクワイアラーが賠償費用負担）となる制度変更が、クレジットカードイシュア最大手のVisaから2015年（平成27年）5月7日に通達され、同年10月1日に実行されたため、EMV規格に準拠した信用照会端末のIC対応化が急務となった。

### 公共交通での導入
ICカード乗車券は、1992年にフィンランド・オウル市のバス会社が「バスカード」として導入したものが世界初である。
非接触ICカードにはType-A(NFC-A)やType-B(NFC-B)などの規格があり、日本で初めてのIC乗車カード導入事例となったユーバスカード（静岡県豊田町〈現・磐田市〉、1997年10月）ではType-Aが採用されたが、ほぼ同時期（1997年9月）に香港の八達通ではソニーの非接触型ICカードFeliCaが採用され、その後日本でもサイバネ規格に採用されたが、FeliCaの国際展開はその後停滞した。
これらのICカードは、駅の自動改札機、自動券売機やバスの運賃箱など、各種の駅務機器や車載処理器で使用する。
ICカードは、磁気カードに比べて記録できる情報量が多いのはいうまでもないが、非接触式（無線式）であるため、自動改札機や運賃箱などの可動部分を減らす事ができ、メンテナンスの頻度を減らす効果も期待できる。もっとも、自動改札機の場合は実際には磁気券との共用機が多いので、メンテナンスの頻度が直ちに減る訳ではない。
日本における普及当初は事業者単独、かつ鉄道部門単独またはバス部門単独（事業者によっては路線限定）での導入が基本だったが、2002年1月21日より長崎県の主要バス事業者（西肥自動車、佐世保市交通局、島原鉄道、長崎県交通局、長崎自動車）が全国初の複数事業者共通バスICカードとして長崎スマートカードを導入した。鉄道・バスで共通利用できるICカードは遠州鉄道が2002年3月1日より試験導入したEG1CARDが全国初であり、本格導入された鉄道・バス共通ICカードとしても同社のナイスパス（2004年8月20日導入）が全国初である。

#### 日本の鉄道

日本の鉄道改札での非接触型ICカードの使用方法

日本の鉄道分野では、1996年頃に「汎用電子乗車券技術研究組合」が設立され、技術検討や実証実験が行われていた。その後、2000年3月に日本鉄道サイバネティクス協議会によるICカードを利用した乗車券の規格であるサイバネ規格が定められ、その後、各事業者でICカードの導入が進んだ。
- スカイレールサービスの「IC定期券」（1998年9月→新システムに移行済）
- 東日本旅客鉄道（JR東日本）の「Suica」（スイカ）[20]（2001年11月18日）
- 遠州鉄道の「EG1CARD」（イージーワンカード）（2002年3月1日→ナイスパスへ移行済）
- 埼玉高速鉄道の「IC定期券」（2002年3月28日→PASMOに移行済）
- 東京モノレールの「モノレールSuica」（モノレールスイカ）[20]（2002年4月21日）
- 東京急行電鉄（世田谷線）の「せたまる」（2002年7月7日→PASMOに移行済）
- 東京臨海高速鉄道の「りんかいSuica」（りんかいスイカ）（2002年12月1日）
- 西日本旅客鉄道（JR西日本）の「ICOCA」（イコカ）[20]（2003年11月1日）
- スルッとKANSAI協議会の「PiTaPa」（ピタパ）[20]（2004年8月1日）
- 嵐電の「らんでんカード」（2004年8月1日）
- 遠州鉄道の「NicePass」（ナイスパス）（2004年8月20日）
- 北陸鉄道の「ICa」（アイカ）（2004年12月1日）
- 高松琴平電気鉄道の「IruCa」（イルカ）（2005年2月2日）
- 鹿児島市交通局の「ラピカ」（Rapica）（2005年4月1日）
- 伊予鉄道の「ICい〜カード」（2005年8月23日）
- 富山ライトレールの「passca」（パスカ）（2006年4月29日→ecomycaに統合済）
- 岡山電気軌道の「Hareca」（ハレカ）[注 3]（2006年10月1日）
- 静岡鉄道の「LuLuCa」（ルルカ）[注 4]（2006年10月28日）
- 東海旅客鉄道（JR東海）の「TOICA」（トイカ）[20]（2006年11月25日）
- 株式会社パスモの「PASMO」（パスモ）[20]（2007年3月18日）
- 北九州高速鉄道の「monoca」（モノカ）[注 5]（2008年1月15日→mono SUGOCAを本格導入）
- 東海旅客鉄道（JR東海）・西日本旅客鉄道（JR西日本）の「EX-ICカード」[注 6]（2008年3月29日）
- 西日本鉄道の「nimoca」（ニモカ）[20]（2008年5月18日）
- 長崎電気軌道の「長崎スマートカード」（2008年3月20日→nagasaki nimocaに移行済）
- 北海道旅客鉄道（JR北海道）の「Kitaca」（キタカ）[20]（2008年10月25日）
- 株式会社ですかの「ICカード 『ですか』」（2009年1月25日）
- 札幌市交通局の「SAPICA」（サピカ、札幌総合情報サービス発行)（2009年1月30日）他、バス会社3社が参入
- 九州旅客鉄道（JR九州）の「SUGOCA」（スゴカ）[20]（2009年3月1日）
- 福岡市交通局の「はやかけん」（2009年3月7日）[20]
- 富山地方鉄道の「ecomyca」（えこまいか）（2010年3月14日）
- 福島交通の「NORUCA」（ノルカ）（2010年10月30日）
- 名古屋鉄道・名古屋市交通局他の「manaca」（マナカ）[20]（2011年2月11日） [注 7]
- 熊本市交通局の「でんでんnimoca」（でんでんニモカ）[20]（2014年3月28日）
- 松浦鉄道の「長崎スマートカード」（2011年3月12日→nagasaki nimocaに移行済）
- 仙台市交通局の「icsca」（イクスカ）（2014年12月6日）
- 筑豊電気鉄道の「nimoca」（ニモカ）[20]（2015年3月14日）
- 熊本電気鉄道の「熊本地域振興ICカード（くまモンのIC CARD）（肥銀カード）」（2015年4月1日）
- 北九州高速鉄道の「mono SUGOCA」（モノスゴカ）[20]（2015年10月1日）
- 函館市企業局交通部の「ICAS nimoca」（イカスニモカ）[20]（2017年3月25日）
- 松浦鉄道の「nagasaki nimoca」（ナガサキニモカ）[20]（2020年3月1日）
- 長崎電気軌道の「nagasaki nimoca」（ナガサキニモカ）[20]（2020年3月22日）

#### 日本のバス
日本のバスでも特に21世紀に入ってからは各地の事業者での導入が本格化している。
- 磐田市バス（旧豊田町営）「ユーバス」の「ユーバスカード」（1997年10月1日→機器の老朽化に伴い2006年7月17日をもって取り扱い終了しナイスパスへ移行済）
- 東急トランセの「トランセカード」（1998年7月28日→PASMO導入に伴い2007年8月23日をもって取り扱い終了）
- 道北バスの（旧）「ドゥカード」（1999年11月30日→新システムに移行済）
- 山梨交通の「バスICカード」（2000年2月28日→PASMOへ移行済）
- 福島交通の（旧）「バスICカード」（2001年4月2日→NORUCAへ移行済）
- 北九州市交通局の「ひまわりバスカード」（2001年9月20日→2021年にnimocaへ移行）
- 長崎県交通局などの「長崎スマートカード」（2002年1月21日→長崎自動車・さいかい交通は2019年にエヌタスTカードを、島原鉄道を除く他社局は2020年nimocaを導入し島原鉄道も2020年取扱終了）
- 宮崎交通の「宮交バスカ」（2002年10月10日→2016年3月31日をもって取り扱い終了しnimocaへ移行済）
- 北海道北見バスの「バスカード」（2003年3月）
- 近江鉄道（立命館路線）の「バスICカード」（2003年3月→2021年にICOCAに移行）
- 平和交通の「タウンバスカード」（2003年3月→取り扱い終了済）
- 遠州鉄道の「EG1CARD」（イージーワンカード）（2003年4月→ナイスパスへ移行）
- 関東鉄道の「ICバスカード」（取手営業所のみ。2003年12月22日～2010年3月31日→PASMOへ移行済）
- みなと観光バス（2004年7月→取り扱い終了）
- 遠州鉄道の「NicePass」（ナイスパス）（2004年8月20日）
- 北陸鉄道の「ICa」（アイカ）（2004年12月1日）
- 奈良交通の「CI-CA」（シーカ）（2004年12月15日）
- ことでんバス、徳島西部交通の「IruCa」（イルカ）（2005年2月2日）
- 鹿児島市交通局、南国交通、JR九州バス（北薩線）の「ラピカ」（Rapica）（2005年4月1日）
- いわさきコーポレーション（鹿児島交通、大隅交通ネットワーク、三州自動車、いわさきバスネットワーク）の「いわさきICカード」（2005年4月1日）
- 伊予鉄道の「ICい〜カード」（2005年8月23日）
- 神姫バス、神姫ゾーンバスの「NicoPa」（ニコパ）（2006年1月20日）
- しずてつジャストラインの「LuLuCa」（ルルカ）[注 4]（2006年3月24日）
- 両備バス、岡山電気軌道、下津井電鉄、中鉄バス、宇野バスの「Hareca」（ハレカ）（2006年10月1日）
- 岐阜乗合自動車の「ayuca」（アユカ）（2006年12月1日）
- 株式会社パスモの「PASMO」（パスモ）（2007年3月18日）
- 日立電鉄交通サービスの「でんてつハイカード」（2007年10月1日）
- 広島県バス協会の「PASPY」（パスピー）（2008年1月26日サービス開始 - 2009年10月31日当初導入計画完了）
- 伊丹市交通局の「itappy」（いたっぴー）（2008年4月1日）
- 西日本鉄道（2008年5月18日）・日田バス（2009年7月24日）・昭和自動車（2010年2月27日）・JR九州バス（直方線）（2013年4月1日）・宮崎交通（2015年11月14日）・佐賀市交通局（2017年2月16日）・祐徳バス（2019年3月1日）の「nimoca」（ニモカ）
- 大分交通・大分バス・亀の井バスの「めじろんnimoca」（大分ICカード開発）（2010年12月26日）
- 函館バスの「ICAS nimoca」（イカすニモカ）（2017年3月25日）
- 九州急行バスの「nagasaki nimoca」（長崎ニモカ）（2020年3月27日）
- 福島交通の「NORUCA」（ノルカ）（2010年10月30日）
- 九州産交バス・産交バス・熊本電気鉄道・熊本バス・熊本都市バスの「熊本地域振興ICカード（くまモンのIC CARD）」（肥銀カード）（2015年4月1日）
- 茨城交通の「いばっピ」（2015年12月1日）
- 仙台市交通局、宮城交通、ミヤコーバスの「icsca」（イクスカ）(2015年12月6日)
- 三重交通、三交伊勢志摩交通、八風バス、三重急行自動車の「emica」(エミカ)（2016年4月1日）
- 南海バス、南海ウイングバス金岡、南海ウイングバス南部の「なっち」（2016年10月1日）
- 高槻市交通部の「Tsukica」(ツキカ)（2018年10月1日）
- 長崎自動車、さいかい交通の「エヌタスTカード」（株式会社エヌタス）（2019年9月16日）

その他に実証実験を行っている会社もある。

#### ICカード相互利用

IC乗車カード相互利用相関図

多くのカードは、JIS X 6319-4とサイバネ規格に準拠したチップを採用しており、技術的には同一の端末機器で読み書きできる。これを利用して、2013年3月23日からは「交通系ICカード全国相互利用サービス」を開始し、全国10種の交通系ICカードが乗車カード・電子マネー（PiTaPaによる電子マネーとしての利用を除く）として相互利用可能となっている。また、一部の地域単位で導入されているICカードのエリアについては「交通系ICカード全国相互利用サービス」の10種のカードで利用可能（逆は基本的に不可）としているケースがある。
この他、地域単位で導入されているICカードについては、個別に相互利用・片利用を可能としているケースがある。
- 「Asaca CARD」（旭川電気軌道）⇔「Doカード」（道北バス）
- 「icsca」(仙台市交通局)⇔「Suica」（仙台エリアのみ。Suica以外は片利用扱い）
- 「ecomyca」（富山地鉄）⇔「passca」（富山ライトレール）
- 「RapiCa」（鹿児島県内のバスなど）⇔「いわさきICカード」（いわさきコーポレーション）
- 「ICOCA」⇒「PASPY」（広電および、広島県内）
- 「ICOCA」「PiTaPa」⇒「Hareca」（岡電及び、両備バス、下電バス、中鉄バス）「hanica」（阪急バス・阪神バス）、「CI-CA」（奈良交通）「NicoPa」（神姫バス）「らんでんカード」（嵐電）

#### 日本以外の交通機関
アメリカ合衆国
- チャーリーカード (CharlieCard)（マサチューセッツ州ボストン、2006年導入、Type-A）
- スマートリンク (Smart Link)（パストレイン PATH Transit system ニューヨーク州&ニュージャージー州 MiFare）

 フィンランド
- バスカード Koskilinjat OY[21]（オウルのバス会社、1992年1月導入）

 香港
- オクトパス（八達通）(OCTPUS) カード（1997年9月導入、FeliCa）

 マレーシア
- Touch'n Goカード（1998年導入、Type-A）

 中国
- 琴島通（青島市、1996年5月非接触型導入、1999年9月1日非接触型導入）
- 上海公共交通カード（1999年12月末導入）
- 羊城通（広州市、2001年12月末導入）
- 北京市政交通カード（2003年12月末導入）
- 深圳通（2004年12月導入）
- 無錫太湖交通カード（上海公共交通カードと相互利用可能）

 シンガポール
- ez-linkカード（2002年4月導入、FeliCa）

 中華民国（台湾）
- 悠遊卡（Easy Card、台北市、2002年6月導入）
- 基隆交通カード（基隆市バス、2004年導入）
- 台中e卡通（台中市、2004年8月導入）
- 台湾通（桃園市・新竹市・新竹県・苗栗県）
- 金門交通カード（福建省金門県）
- E通卡（中国語版）（2006-2015年）
- 一卡通（iPASS、高雄市、2007年-）
- 愛金卡（icash2.0、統一企業、2014年よりIC乗車カード機能付与）
- 有銭卡（HappyCash、遠東集団（中国語版）、2014年参入）
- ETC (台湾)（中国語版）（交通部公路総局管轄の有料道路用）

 イギリス
- オイスターカード (Oyster Card)（2003年2月導入、Type-A）

 アイルランド
- リープカード（Leap Card）

 マカオ
- 澳門通

 韓国
- Tマネー（ソウル首都圏の主な鉄道・バスで使用可能、Uパスと互換性あり）
- Uパス（ソウル首都圏の主な鉄道・バスで使用可能、Tマネーと互換性あり）
- EZL
- マイビカード
- ハナロカード
- テギョン交通カード（大邱広域市）

 タイ王国
- ラビット・カード スカイ・スマートカードの後継
- スカイ・スマートカード（バンコク・スカイトレイン、2007年導入、2012年発行停止）
- MRTAカード（バンコク・メトロ）

 オーストラリア
- ゴーカード (go card)（ブリスベン、2008年導入）（スマートカード）
- スマートライダー (Smart Rider)（パース）（スマートカード）

 ニュージーランド
- メトロカード (Metrocard)（クライストチャーチ・バス）

 フランス
- Navigo

 バングラデシュ
- Spass（バングラデシュ道路交通公社、2009年9月導入、FeliCa）

### 有料道路での導入
日本のノンストップ通行料金支払いシステムであるETCシステムでは、「ETCカード」と呼ばれる専用のICカードを車内のETC車載器にセットして利用する。通行料金の支払いはシステムの性質上クレジットカードまたは、東日本・中日本・西日本の各高速道路株式会社への後払い（ETCパーソナルカードならびにETCコーポレートカード）となる。

### 行政分野への導入
日本では、地方自治体が独自に市民カード、図書館カードや施設予約カードなどにICカードを導入していたが、2003年以降、統一的に「住民基本台帳カード」（2003年8月25日から。2015年12月末に新規発行終了）、バイオメトリック・パスポート（IC日本国旅券、2006年3月20日から）、運転免許証（ICカード免許証、2007年1月4日から）、在留カード（2012年7月9日から）、マイナンバーカード（個人番号カード）（2016年1月4日から）にICカード（ICチップ）の採用が進んだ。また、e-Japan戦略に関連して「国家公務員身分証明書ICカード」が2006年に導入された。政策総括監に総務省の職員の出向を得てIT CITYを標榜している大阪府箕面市では、全国に先駆けて職員証にICカードを導入した。
霞ヶ関WANやLGWANにおける電子証明書を発給するための認証のため官職カードが各官庁や都道府県、市町村に導入された。
厚生労働省では、2004年9月30日、「医療情報ネットワーク基盤検討会」の最終報告書において保健医療福祉分野での公開鍵基盤の必要性が示された。それに基づき2006年度に「保健医療福祉分野における公開鍵基盤認証局の整備と運営に関する専門家会議」の配下で保健医療福祉分野公開鍵基盤（HPKI）が構築され、医師・薬剤師・看護師など27種類の保健医療福祉分野の国家資格を証明するHPKIカードが導入された。
アメリカ合衆国では、米国政府従業員証 (PIV) としてICカードが採用されている。またアメリカ国土安全保障省が2009年11月から導入を開始した社会保障番号「Real ID」にもICカードが導入された。
マレーシアでは、多目的市民カード「MyKad」としてICカードが採用されている。2001年4月に導入され、2003年7月までに約570万枚が配布された。アプリケーションとして、身分証明（氏名・性別・住所・生年月日・出身地など）、個人認証 (PKI)、健康情報、キャッシュカード、電子マネー、運転免許証、パスポート（近隣出入国管理）、コンタクトレス・ペイメントシステムがある。
フランスでは、1998年にICカード式の健康保険証ヴィタルカードが配布開始された。また、医師にはCPS (Carte de Professional de Sante) カードが配布された。保険金の還付手続きを電子化する事で、事務処理費用の削減と払い戻し期間の短縮などが実現された。
香港では、2003年6月23日からICチップを内蔵した香港身分証（香港IDカード）の発行が開始された。香港政府は、4年後の2007年6月までにすべてのIDカードをICカードに置き換えたいとしている。同カードは、公共図書館の利用やe-道 (e-channnel) と呼ばれる自動出入境ゲートでも使用できる（香港は国ではないので「出入国」と言わない）。2007年には、免許証としての利用も開始される予定である。
台湾では、全民健康保険（台湾の国民健康保険）の健康保険証をIC化した「健保ICカード」を2002年に導入、2003年に全面的にICカードに移行した。また、台湾の外国人登録証である「外僑居留証」も2007年よりICカード化され、2008年に全面的にICカードに移行する予定である。

### 社員カード・学生カード
ICカードは企業の社員証や学生証などのIDカードとしても利用可能であり、1980年代の後半には社員カードとしてICカードが採用され、同じく日本で初めて高知工科大学が学生証にICカードを採用した。身分証明書としてだけではなく、ビル入館許可証（例 : ドコモタワー、NTT幕張ビル、ららぽーと豊洲、西日本旅客鉄道本社ビル、東京ミッドタウン）や大学の講義の出席管理、勤怠管理タイムレコーダーの打刻カード、情報端末の解錠用カード、社内の食堂や売店、自動販売機での支払い管理に利用されている。
2004年には、FeliCaを利用した社員カード・学生カードの普及とサービスの拡大を目的にFeliCa共通利用フォーマット推進フォーラム[現在は一般社団法人FCF推進フォーラム]（通称:FCF ）が発足し、IDカードとしての共通フォーマットを提唱している。FCFには2016年10月現在153社のカードソリューション企業が参加している。FCFが提唱する教育機関向けの学生証・教職員証のための共通フォーマット「FCFキャンパスカード」は2016年10月現在296教育関連機関（大学、短大、高校、中学など）で採用され120万枚以上が発券されている。
建設業界では、「建設ICカード (Construction Card)」として共通に利用できるカードがある。1995年頃から建設業務用ICカードの規格制定が始まり、翌1996年頃から建設ICカードの発行も始まった。2004年には発行累積枚数が13万枚を超えた。建設現場の入退管理、機械操作の資格確認などの合理化に使用されている。1つの現場には工程毎に様々な企業が関係し、人の出入りが複雑なため、企業や現場を超えて共通して参照できるカードが必要とされた。例えば、機械（クレーンなど）を運転する際にICカードで資格確認と運転履歴の記録を行う。カードから読み出した資格・技能コードで資格判定し、OKの時にはエンジン起動ロックが解除される。
日本では、2008年7月1日より自動販売機でのタバコ購入に際し、一種の身分証明とも言えるICカード「taspo」（タスポ）の発行を受けているので、taspoカードをセンサーに読み込ませないとタバコの購入ができない（対人販売の場合はカードなしで購入可能）。なお、「taspo」には電子マネー機能も付随し、カードに金額を入金すると残高分の金額でタバコを購入する事ができたが2014年3月31日をもってチャージの受付を終了、2015年2月25日をもって電子マネーでのたばこの購入終了を予定している。

### 商店街での導入
東京都世田谷区の烏山駅前通り商店街にて、1988年にICカード「IC-CARDIA」を導入し、スタンプのカード化を行っている。その後、プリペイド機能とクレジット機能が追加され、商店街カードとして利用されている。
2006年には、より安全・快適に使用できるセキュアなNTTコミュニケーションズが提供するセーフティパス機能付きICカードを搭載した「えるもーる LUCK CARD」を導入を行った。
最近では、Edyを商店街単位で導入するところも増えている。
また、SuicaやPASMOなどIC乗車カードすべてがそのままポイントカードとして利用できる地域ポイントカードのシステムが開発・運営されており、東京都内のJRや私鉄沿線の商店街では利用客の大多数がSuicaなどを所持・携帯している事、新規カード発行費用の負担削減などの理由からこのシステムを導入する動きが広まっている。

### アミューズメントでの利用
施設内のアーケードゲーム機などの支払い管理用（プリペイドカード）だけではなく、プレイデータの記録管理用のIDカードにも使われている。セガとバンダイナムコアミューズメントは、かつてはタイトル毎の専用ICカードを必要としていたが、一元管理システムである「Aime」「バナパスポート」へ移行していった。2018年10月25日からセガ・インタラクティブ、バンダイナムコアミューズメント、コナミアミューズメントの3社の規格を統一した「Amusement IC」サービスが開始され、「Aime」「バナパスポート」「e-amusement pass」の相互利用サービスが開始された。タイトーも、2019年3月より「Aime」「バナパスポート」「e-amusement pass」との相互利用サービスが開始された。
- 「Aime」（セガ）
- 「バナパスポート」（バンダイナムコアミューズメント）
- 「e-AMUSEMENT PASS」（コナミアミューズメント）
- 「NESiCA」（タイトー）

### 公営競技での利用
日本の中央競馬では、日本中央競馬会が発行する、勝馬投票券購入用のICカードがある。
- 「JRA-UMACA」

## セキュリティ
ICカードは磁気カードよりも安全であると考えられており、偽造対策等のセキュリティの向上を目的とした置き換えが進んでいる。
磁気ストライプ上の情報には不正な読み書きを防止する仕組みはないため、比較的安価な装置で改ざんやコピーができるのに対して、ICカードの場合にはICチップでアクセス制御を行う事ができるため、偽造を行うには、ICチップを分解し、専用装置を用いて内部を解析しなければならず、その手間やコストが掛かる分だけ安全であるという。しかし、1990年代中頃からポール・コーチャ (Paul Kocher) やロス・アンダーソン (Ross Anderson) 達の研究によりサイドチャネル攻撃など数々の攻撃方法が開発され、秘密鍵の読み出しが容易なICカードも存在する事が判明した。これらの新しい攻撃方法に対処したICカードの開発が課題となっている。

### 期待
ICカードは、偽装や変造などの不正行為が磁気カードよりも困難である事を期待されている。その根拠を以下に示す。
- CPUとメモリが1チップ化され、さらにエポキシ樹脂などで固められている。接触型の場合は、外部端子（I/O,CLK,RST,Vcc,Vpp,GNDの6本）、非接触型の場合は、内蔵アンテナだけがメモリにアクセスする手段である。
  - 内部の配線が露出していないため、制御信号に細工したり、バス信号をモニタするのは難しい。
  - チップを分解して直接メモリを読み出すには、高価な専用装置が必要である。
- 外部端子や内蔵アンテナからのアクセスには、CPUによるアクセス制御（パスワードなど）を掛ける事ができるため、不正な読み書きは難しい。

そこで、プリペイドカード（テレホンカード、パチンコカード、乗車カード）やクレジットカード・キャッシュカードの偽造変造による被害を防止するために、ICカードへの置き換えが進んでいる。
高機能なCPUを搭載したICカードは、カード内部で複雑な処理が可能であり、磁気カードよりも多機能なカードとして利用できることが期待されている。例えば、パスワードをICカードに格納し、利用者が入力したパスワードを、ICカード内で検証する事が考えられる。
プログラムダウンロード可能な仕組みを持つICカードは、発行後にも新しい機能をICカードに追加する事ができ、多目的なカードとして利用できる事が期待されている。1サービス毎に1枚のカードを発行する従来の方式では、複数のサービスを利用する人は複数枚のカードを持つ事になるが、多目的カードでは1枚のカードにできる事になる。
以上の様に、偽造耐性があり、多機能・多目的なカードとしてICカードは期待されている。

### 効果
フランスでは、バンクカード（クレジットカード）をICカード化する事により、それまで発生していたカード偽造犯罪を激減させる事ができた[ECOM99]。
日本では、磁気テレホンカードの偽造対策として1999年にICカードを導入したが、公衆電話の利用者減少を理由に2006年3月末にICカードを廃止した。
同じく磁気カード（PETカード）であったJR東日本の従来のオレンジカード・イオカードに代わって導入されたSuicaでは、2008年3月現在に於いて偽造変造は知られていない。
数百億円の不正使用があったパチンコカードもICカード化されているが、ICカード化以前にサービスの縮小やサーバーでのID管理などによって不正使用対策を施したため、ICカード化の効果は未知である。

### 問題点
- 1997年9月、モンデックスカード（Hitachi's H8/3101、スィンドンの実験で使用）に内部情報を読み出す事ができる脆弱性がある事が公開された。この脆弱性は少なくとも1996年5月頃には発見されていたが、この脆弱性に対処した新しいチップ「H8/3109」ができるまで秘密にされていた。ICチップ内の切れたヒューズをマイクロプローブを用いて接続し直すとテストモードになり、外部端子にメモリ内容がダンプできるという。発見したのはTNOの技術者で、Eurocrypt'97にて発表した。スィンドン実験では共通鍵暗号ベースの電子マネーを使用していて1枚のカードから秘密鍵が読み出されるとシステム全体に影響があるため、衝撃的な報告であった。
- 1999年6月、フランスのバンクカードが偽造されて、偽造した技術者が逮捕される（2000年1月）という事件が起きた（地下鉄の切符を購入したため）。偽装できた原因はカードの認証に使用するRSA暗号の鍵長が十分に長くなかったため、計算機によって解読された（素因数分解された）事にある。
- 1992年12月、シーメンスのSLE44C80Sがクラックされ、ROMコード (Chip Managemnt System) が読み出された（逆アセンブルしたリストを公開）。SLE44はドイツの電子署名カードやゲルトカルテ (Geld kartes) で使用されているICチップである。Siemens社によると、プログラマブルなカードのROMコードを読み出せただけで、この情報を利用してゲルトカルテや電子署名カードを攻撃できる訳ではない、としている。
- 2002年5月、GSMで使用されているSIMカードの秘密鍵を1分で取得できる攻撃方法がある事が発表された。partitioning attackというサイドチャネル攻撃の一種。多くのSIMカードに実装されているCOMP128の鍵 (128bit) を取得するには8個の選択平文が必要である。
- 2004年3月、日本のLSI技術者が市販ICカードに使用されているLSIを取り出し、内部メモリを観察できる事を示した。必要な装置は高価ではあるが、誰でも入手できるLSI故障解析用の製品である。これらの装置の購入金額よりICカードを攻撃して得られる金額は少ない事が望ましい、或いは故障解析技術の進化に合わせてセキュリティ対策も見直す事が大切とも言える。
- 2007年12月、Chaos Communication CongressにてMifare Classic chipの暗号回路を解析したところ、脆弱性（乱数のエントロピーが不足）が見つかったという発表があった[24]。
- 2011年以前から、B-CASカードのプログラム及び秘密鍵が解析されていた可能性が指摘されている。"Friio"用デジタル放送におけるアクセス制御方式回避プログラム「softcas」(以後ICカードの物理的実体を必要としない物を同様に呼ぶ）は、公式スペックではICカードのB-CASは2 TSID(後に4 TSIDに改良される)が処理可能な限界なのに対して、softcasは全世界にあるsoftcasクライアントのリクエストに応じており、本物のB-CASカードでは無い事は明らかであった。2011年以後、B-CASカードの各ブロックへのアクセス鍵が解読され、ICカードのカーネルへのアクセス以外の全ての鍵が取り出される。これを用いて種々のB-CASカードへのクラッキングが行わた（その結果私電磁的記録不正作出罪における刑事裁判で有罪となる者が出る）[25]。最終的にB-CASプログラムブロックが取り出されリバースエンジニアリングを経て、スタンドアローンで動作するB-CASエミュレーター softcas (winscard.dll) がソースコードと共に公開され、その後Linux・macOS・その他のOSに移植された。ICカードのPHYの鍵は解読できていない為、ブランクのICカードをB-CASカードにする事は出来ないので、市販チューナーに本プログラムを適用する事は出来ない。デジタル放送におけるアクセス制御方式を定義する ARIB STD-B25は6.3版（2013年12月10日ICカードのセキュリティ強化のために、第1部に規定する関連情報の一部項目のバイト長を拡大する）改定を行い、新方式に移行する為2013年11月の実機実験を始めとし、本問題を解決すべくメーカー各社の協力を要請した[注 8]。

### 対応
チップ自体の耐タンパー性、OSやライブラリの実装方式、アプリの設計など様々なレベルで、対応が検討されている。また、第三者による評価・認証も求められている。
認証制度には、ISO/IEC 15408,FIPS PUB 140-2や業界独自の認定（Visaによる認定など）がある。

#### 評価認定機関
ISO 15408 (コモンクライテリア)
- 1998年10月創設
  - 英Communications-Electronics Security Group and Department of Trade and Industry (CESG) UK IT Security Evaluation & Certification Scheme
  - 仏Direction Centrale de la Securite des Systemes d'Information (DCSSI)
  - 独Bundesamt fur Sicherheit in der Informationstechnik (BSI)、TuVIT
  - 米National Information Assurance Partnership (NIAP)
  - 加Communications Security Establishment (CSE) Canadian Common Criteria Evaluation and Certification Scheme (CCS)
- 1999年10月参加
  - 豪Australian Information Security Evaluation Program(AISEP) Defence Signals Directorate (DSD)
  - ニGovernment Communications Security Bureau
- 2003年10月参加
  - 日Japan Information Technology Security Evaluation and Certification Scheme（JISEC) IPA 独立行政法人情報処理推進機構

ISO17025
- 仏Soliatis LAB（スマートカード関連のISO認定テストハウス）
- 2008年参加

ISO/IEC WD 19790
- FIPS140-2 (CMVP) ベース

業界独自の評価プログラム
- VISA
- マスターカード MasterCard
- MULTOS
- 全銀協

#### チップメーカー
ICカード用のICチップを製造している主なメーカー
EAL5 ライン
- インフィニオン Infineon（ジーメンス Siemens）
  - SLE44/
  - SLE66/SLE66CX322P with RSA2048（EAL5+ @BSI、2002年5月取得）
- NXP（フィリップス）
  - P8WE5032V0B（EAL3 @BSI、1999年11月取得）
  - P8WE5032V0G（EAL4 @BSI、2001年1月取得）
  - P8WE6017V1I（EAL5+ @BSI、2001年7月取得）
  - P83/
- STマイクロエレクトロニクス
  - ST16/
  - ST19/ST19XR34,ST19XS08,ST19XS04（EAL4+ @DCSSI SERMA、2000年5月取得）
  - ST22/ (EAL5)

EAL4+ ライン
- ルネサス エレクトロニクス
  - H8/3101・H8/3109（1997年9月発表）、H8/3111・H8/3112（1998年9月発表、E6 1999年9月取得）、H8/3113・H8/3113S・H8/3114（1999年2月発表）、H8/3114S（E6 2001年7月取得）
  - AE-3/
  - AE-4/AE45C（E6 2002年4月取得、EAL4+ @BSI T-Systems ISS GmbH 2002年5月取得）、AE43C（EAL4+ @BSI 2003年5月取得）
  - AE-5/
- Atmel
  - AT90SC19264RC（EAL4+ @DCSSI 2002年11月取得）
- サムスン電子
  - S3CC9PB（EAL4+ @DCSSI 2002年12月取得）
- 松下電器産業
  - MN63Y1005（2001年9月）
  - MN103S41（2002年）、MN103S41H（2003年1月発表）
  - MN101CY727（2003年9月開発を発表、2004年4月発表）
  - MN67S360（EAL4+ @TuVIT 2004年10月取得、2005年2月発表）
  - MN67S140（EAL4 @BSI 2007年1月取得）
- シャープ
  - SM4128 (V3) A5-step module（EAL4+ @BSI 2005年9月取得）VLA.3

なし
- ソニー
  - RC-S860（EAL4 @CESG 2002年3月取得）
    - RC-S860は、SoF-basicである事に注意。

  - RC-S853 (EAL4)、RC-S854 (EAL4)
    - RC-853/854のEAL4取得はメーカカタログでのみ確認。

  - RC-S960/1（EAL4 @BSI 2007年6月取得）
    - チップは富士通 MB94RS402
- モトローラ
  - MC68HC05SC0401（E3 @DCSSI 1998年6月）
- 東芝
  - JT6N55（2000年1月発表）
- 富士通

#### カードベンダ
- 大日本印刷
- 凸版印刷
- 共同印刷
- 日立マクセル
- 昌栄印刷
- ナテック
- ジェムアルト Gemalto
- Oberthur Card System
- Giesecke & Devrient GmbH
- Incard
- Sagem Orga
- サンディスク
- 富士フイルムイメージテック株式会社
- 株式会社オレンジタグス
- NTTデータ
  - Xaica-alpha（EAL4+ @DCSSI SERMA、2005年取得）
  - Xaica-alpha64K（EAL4+ @DCSSI SERMA、2007年取得）

#### カード発行機
- データカード Datacard
- 日本メカテック株式会社 http://www.j-mecha.com/